# Phrudocentra condensata
Phrudocentra condensata là một loài bướm đêm trong họ Geometridae.